# 엘리테세리엔
엘리테세리엔(노르웨이어: Eliteserien→엘리트 리그)은 노르웨이의 최상위 축구 리그이다.
1937년부터 1948년까지 노르게세리엔(Norgesserien, 노르웨이 리그), 1948년부터 1962년까지 호베드세리엔(Hovedserien, 메인 리그), 1963년부터 1989년까지 1. 디비숀(1. Divisjon, 1부), 1990년부터 2016년까지 스폰서의 명칭을 따서 티펠리가엔(Tippeligaen)이라 불렸다.
엘리테세리엔에는 16개 클럽이 있는데 시즌 동안 각 클럽은 홈 앤 어웨이 방식으로 30경기씩 치르게 되고 시즌은 4월에 시작하여 11월에 종료된다.

## 참가팀
| 구단명          | 순위 (2024) | 첫 참가 시즌 | 참가 시즌 수 | 최근 승격 시즌 | 우승 횟수 | 최근 우승 시즌 |
| --------------- | ----------- | ------------ | ------------ | -------------- | --------- | -------------- |
| 보되/글림트     | 1위         | 1977         | 28           | 2018           | 3         | 2023           |
| 브란            | 2위         | 1937–38      | 65           | 2023           | 3         | 2007           |
| 트롬쇠          | 3위         | 1986         | 35           | 2021           | 0         | -              |
| 바이킹          | 4위         | 1937–38      | 73           | 2019           | 8         | 1991           |
| 몰데            | 5위         | 1939–40      | 47           | 2008           | 5         | 2022           |
| 릴레스트룀      | 6위         | 1937–38      | 59           | 2021           | 5         | 1989           |
| 스트룀스고세    | 7위         | 1938–39      | 36           | 2007           | 2         | 2013           |
| 사릅스보르그 08 | 8위         | 2011         | 12           | 2013           | 0         | -              |
| 로센보르그      | 9위         | 1937–38      | 60           | 1979           | 26        | 2018           |
| 오드            | 10위        | 1937–38      | 42           | 2009           | 0         | -              |
| 하캄            | 11위        | 1970         | 24           | 2022           | 0         | -              |
| 헤우게순        | 12위        | 1997         | 17           | 2010           | 0         | -              |
| 사네피오르      | 13위        | 2006         | 11           | 2020           | 0         | -              |
| 프레드릭스타드  | 1위 (2부)   |              |              | 2024           |           | 1961           |
| KFUM-카메라테네 | 2위 (2부)   | 1937–38      | 65           | 2024           | 3         | 2007           |
| 크리스티안순    | 4위 (2부)   | 1937–38      | 65           | 2024           | 3         | 2007           |

참고
1. ↑  1972년 이전까지 노르노르게 연고팀은 1부 리그 참가를 허가하지 않았다.

## 같이 보기
- 톱세리엔